# Magicka
Magicka ist ein auf der nordischen Mythologie basierendes Action-Adventure-Computerspiel, das von Arrowhead Game Studios entwickelt wird. Es wurde über Steam für Windows am 25. Januar 2011 veröffentlicht. Zusätzlich wurde eine kostenlose Demo zum Download bereitgestellt. Das Spiel wurde von acht Studenten der Technischen Universität Luleå in Skellefteå, Schweden entwickelt und verkaufte sich bereits in den ersten 17 Tagen über 200.000 Mal.

## Handlung
In Magicka kämpfen bis zu vier Magier gegen einen bösen Zauberer und seine Kreaturen. Die Welt basiert lose auf der nordischen Mythologie, wobei auch Inspirationen von anderen Fantasyspielen wie Warhammer oder Diablo einfließen. Zusätzlich gibt es viele humoristische Anlehnungen an andere Film- und Spieletitel wie Star Wars, The Legend of Zelda, World of Warcraft, Matrix, Neverwinter Nights, 300 und Die Ritter der Kokosnuß.

## Spielweise
Magicka ist ein (pseudo-)isometrisches Action-Adventure  (ähnlich wie Diablo), mit vogelperspektivischer Sicht  auf eine comicartige 3D-Welt. Die Spielfigur steht grundsätzlich in der Mitte des Bildschirms, nur der Hintergrund bewegt sich um den Spieler.
Bis zu vier Spieler gleichzeitig nehmen die Rolle jeweils eines Magiers ein und versuchen den bösen Zauberer zu stoppen, welcher die Welt in Aufruhr versetzt. Die Kampagne besteht aus 13 Leveln.
Im Gegensatz zu Rollenspielelementen, welche traditionell viele Magie-basierten Spiele dominieren, hat Magicka keine Charakterklassenstruktur. Außerdem gibt es kein Mana oder andere Ressourcen, welche den Spieler beim Einsatz von Zauber einschränken. Demzufolge können Zauber ohne Begrenzung gewirkt werden. Im Spiel gibt es genreuntypisch wenige Power-up-Gegenstände, da eines der Ziele der Entwickler war, den Fokus vom Sammeln materieller Dinge wegzulenken.
Der Spieler ist mit einem magischen Stab ausgestattet, welcher genutzt wird, um Zauber zu wirken. Er trägt außerdem eine traditionelle Waffe in der zweiten Hand. Stäbe können eine „aktive Eigenschaft“ besitzen, welche es dem Spieler erlaubt, einen Zauber zu wirken, ohne erst die Elemente auszuwählen. Des Weiteren kann der Stab eine „passive Eigenschaft“ besitzen, welche jederzeit wirkt, so lange der Stab ausgerüstet ist. Die traditionellen Waffen können nach Reichweite, Angriffsgeschwindigkeit, Schaden sowie sekundären Effekten kategorisiert werden.
Das Spiel ist komplett vertont, jedoch nur auf Schwedisch.

### Zauber und Elemente

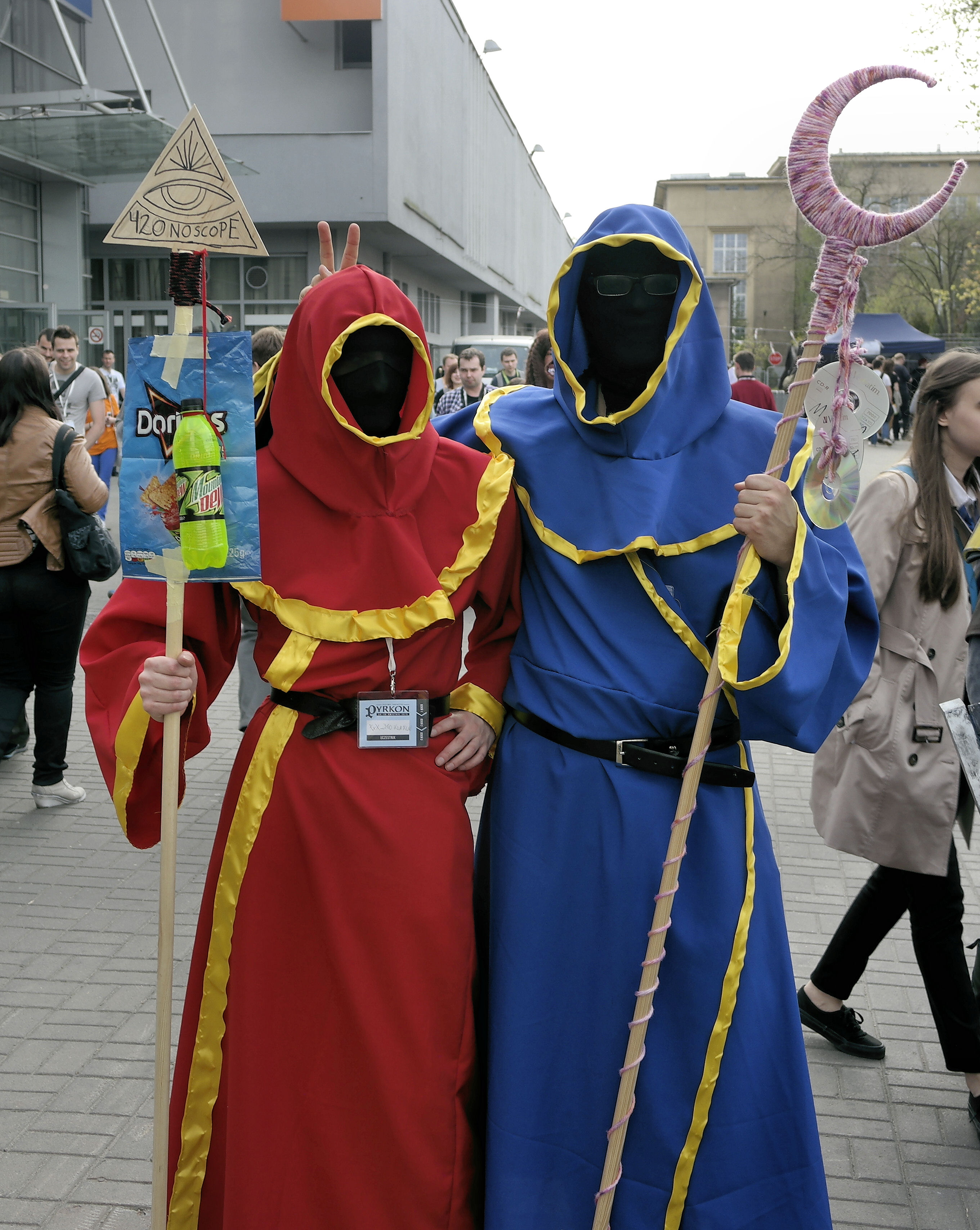
Cosplay der Spielfiguren

Das Spiel besitzt acht unterschiedliche Elemente, wovon bis zu fünf gleichzeitig kombiniert werden können, um einen Zauber zu wirken:
- Wasser
- Leben
- Schild
- Kälte
- Blitz
- Arkan
- Erde
- Feuer

Zusätzlich werden einige Elemente automatisch zu nicht direkt auswählbaren Elementen kombiniert, wenn sie gemeinsam in einem Zauber benutzt werden. Das neue Element belegt nur einen der fünf verfügbaren Elementplätze:
- Wasser und Feuer gibt Dampf
- Wasser und Frost gibt Eis

Jeder Zauber kann als Projektil oder Strahl, als Flächenzauber, auf den Spieler selbst oder als Verzauberung für die traditionelle Waffe des Spielers gewirkt werden. Alle Elemente tendieren dazu, Schaden zu verursachen, mit Ausnahme des Lebens, welches heilt, und des Schildes, welches Barrieren erschafft.
Um einen Zauber zu wirken, drückt der Spieler zunächst wiederholt die mit den Elementen assoziierten Tasten, um sie auszuwählen. Dann kann der Spieler den Zauber mit einer anderen Taste auslösen.
Besonders starke Zauber, sogenannte "Magicks", sind nur mit besonderen Kombinationen zu wirken und produzieren einzigartige Effekte, benötigen allerdings auch das Auffinden der dazugehörigen Zauberbücher durch den Spieler. Ein Beispiel hierfür ist "Haste", welches dem Spieler erlaubt, sich für eine kurze Zeit schnell zu bewegen. Gewirkt wird "Haste" durch Blitz + Arkan + Feuer.
Manche Kombinationen, insbesondere solche mit Eis oder Erde benötigen eine Aufladezeit. Andere Kombinationen geben überhaupt keinen Zauber, wie zum Beispiel Blitz und Erde, da sie sich gegenseitig neutralisieren.
Elemente können auch miteinander interagieren: wenn ein Spieler nass ist, schädigt ihn jede Anwendung des Elements Blitz und unterbricht seine Zauber. Auf nasse Gegner gewirkte Blitzzauber richten besonders viel Schaden an.
Wenn man Feuer auf sich selbst benutzt, trocknet man, aber wenn man trocken ist und Feuer auf sich selbst wirkt, steht man in Flammen.

## Rezeption
Magicka wurde von der Fachpresse im Allgemeinen wohlwollend aufgenommen. Der Aggregationsmetacritic weist bei 44 Tests eine durchschnittliche Bewertung von 74 von 100 Punkten aus, nur einen Punkt unter der Grenze der Kategorie „generally favourable“. Kundenbewertungen fielen mit 7,6 von 10 Punkten bei knapp 700 Bewertungen sehr ähnlich aus.
Tester lobten das Magiesystem, welches einfach zu erlernen, aber schwierig zu meistern sei. Die verschiedenen Zauberkombinationen zu erlernen und im Chaos des Gefechts einzusetzen sei unterhaltsam und belohnend. Die Interaktion der verschiedenen Elemente miteinander verleihe dem Spiel eine Tiefe, die auf den ersten Blick nicht ersichtlich sei. Insbesondere im Koop-Modus gemeinsam mit anderen Spielern entwickle das Spiel eine Dynamik, die sonst kaum anzutreffen sei. Die humoristischen Anspielungen im Laufe der Handlung sorgten für Auflockerung. Teilweise durchbrechen sie sogar die vierte Wand und nehmen Genre-Konventionen auf die Schippe.
Die Handlung wurde als sehr dünn empfunden, was dem Spielspaß jedoch keinen Abbruch tue. Der Schwierigkeitsgrad hingegen sei eindeutig auf mehrere Spieler ausgelegt und für Einzelspieler daher teilweise viel zu hoch. Die Level seien teilweise erkennbar nicht für einzelne Spieler ausgelegt. Insbesondere gebe es zu viele Effekte, welche die Spielerfigur zurückwerfen und so von Klippen oder in Lava stießen, was zum sofortigen Tod führt. Der Grafikstil sei zwar durchaus charmant, die Qualität jedoch nicht zeitgemäß. Als besonders problematisch wurden jedoch die zahlreichen Bugs empfunden, welche auch nach mehreren Patches noch immer nicht behoben waren. Auch ein PvP-Modus fehle, obwohl das Spielprinzip sich sehr dafür anböte.
Insbesondere in Anbetracht des geringen Preises, wurden diese Schwächen jedoch als verzeihlich angesehen.

## Erweiterung
Am 1. März 2011 wurde ein Trailer für ein Add-on veröffentlicht, welches im Vietnamkrieg spielt. Wie bereits im Hauptspiel sind einige Anspielungen auf bekannte Filme und Spiele enthalten. Das Ende des Trailers enthält eine Anspielung auf Battlefield: Bad Company 2 – Vietnam. Der verwendete Song Surfin’ Bird von The Trashmen kommt in dem bekannten Kriegsfilm Full Metal Jacket und in Battlefield Vietnam vor.

## Nachfolger
Im Zuge der Electronic Entertainment Expo 2014 wurde Magicka 2 angekündigt, das für Windows und PlayStation 4 erscheinen soll.